# Ґусфанд-Ґує
Ґусфанд-Ґує (перс. گوسفندگويه) — село в Ірані, у дегестані Рахімабад, у бахші Рахімабад, шагрестані Рудсар остану Ґілян. За даними перепису 2006 року, його населення становило 74 особи, що проживали у складі 17 сімей.

## Клімат
Середня річна температура становить 14,42°C, середня максимальна – 28,34°C, а середня мінімальна – 0,47°C. Середня річна кількість опадів – 951 мм.
| Клімат поселення                              | Клімат поселення | Клімат поселення | Клімат поселення | Клімат поселення | Клімат поселення | Клімат поселення | Клімат поселення | Клімат поселення | Клімат поселення | Клімат поселення | Клімат поселення | Клімат поселення | Клімат поселення |
| Показник                                      | Січ.             | Лют.             | Бер.             | Квіт.            | Трав.            | Черв.            | Лип.             | Серп.            | Вер.             | Жовт.            | Лист.            | Груд.            |                  |
| Середній максимум, °C                         | 11,48            | 11,16            | 12,46            | 17,33            | 21,53            | 26,54            | 28,34            | 28,19            | 24,06            | 20,78            | 16,46            | 12,28            |                  |
| Середня температура, °C                       | 6,15             | 5,81             | 7,12             | 11,98            | 16,18            | 21,19            | 24,10            | 23,94            | 19,82            | 16,52            | 12,21            | 8,03             |                  |
| Середній мінімум, °C                          | 0,81             | 0,47             | 1,77             | 6,64             | 10,84            | 15,84            | 19,84            | 19,68            | 15,56            | 12,28            | 7,96             | 3,77             |                  |
| Норма опадів, мм                              | 80               | 72               | 80               | 49               | 47               | 34               | 30               | 46               | 105              | 173              | 129              | 106              |                  |
| Середньомісячна швидкість вітру, м/с          | 2.29             | 2.47             | 2.54             | 2.45             | 2.30             | 2.12             | 2.44             | 2.19             | 1.97             | 2.09             | 2.10             | 2.24             |                  |
| Середньомісячна сонячна радіація, кДж/м²·день | 7368             | 9367             | 11429            | 15454            | 19259            | 20792            | 21529            | 18329            | 14975            | 10997            | 8902             | 6993             |                  |
| --------------------------------------------- | ---------------- | ---------------- | ---------------- | ---------------- | ---------------- | ---------------- | ---------------- | ---------------- | ---------------- | ---------------- | ---------------- | ---------------- | ---------------- |
| Джерело:                                      |                  |                  |                  |                  |                  |                  |                  |                  |                  |                  |                  |                  |                  |